# Magnetic Fields (Spielesoftwareunternehmen)
Magnetic Fields (Software Design) Ltd., üblicherweise als Magnetic Fields bezeichnet, war ein englisches Software-Entwicklungsstudio, das Ende der 1980er gegründet wurde. Magnetic Fields programmierte zunächst Spiele für Amiga und Commodore 64, die von Gremlin Graphics veröffentlicht wurden. Die erfolgreichsten Spiele wurden auch für den PC konvertiert.
Magnetic Fields wurde vornehmlich durch Rennspiele bekannt. Dazu gehören die Lotus-Challenge- und Super-Cars-Rennspiele.
Das letzte veröffentlichte Spiel war Rally Championship 2000 1999.

## Spiele von Magnetic Fields

### Amiga- und C64-Ära
Zu Magnetic Fields’ bekanntesten Spielen für den Amiga gehören:
- Lotus Esprit Turbo Challenge (1990)
- Super Cars (1989 (Amiga) / 1990 (C64))
- Super Cars 2 (1991)
- Lotus Turbo Challenge 2 (1991)
- Lotus III - The Ultimate Challenge (1992)
- Kid Chaos (1994) (erschien bei Ocean)
- Crystal Dragon (1994) (erschien bei Black Legend)

### Die Rallyserie für den PC
Ab 1994 entwickelte Magnetic Fields nur noch Spiele für den PC. Dies waren zuletzt ausschließlich Rallye-Simulationen. Zudem wurden die Spiele nicht mehr über Gremlin, sondern über Europress veröffentlicht. Diese Spiele waren:
- Network Q RAC Rally (1993)
- Rally Racing (1996, in Deutschland als Rally Racing '97 von Software 2000 veröffentlicht)
- International Rally Championship (1997)
- Rally Championship 2000 (1999, veröffentlicht durch Ubisoft, auch als Mobil 1 Rally oder Rally Championship Edition 2000 bekannt)

Nach dem Aus von Magnetic Fields gründeten einige Entwickler das neue Studio Warthog und führten dort mit dem 2001 erschienenen Rally Championship 2002 (auch bekannt als Rally Championship Extreme) diese Serie weiter. 2004 programmierte dieses Entwicklerteam das als realistische Rallysimulation geltende Richard Burns Rally, Publisher beider Spiele war Ubisoft.